# ولادیمیر زاخاروف
ولادیمیر نیکلایویچ زاخارف متخصص در تاریخ ادبیات کلاسیک روسی، شعر تاریخی، خلاقیت ف. داستایوسکی. دکتر علم زبان و استاد است.
رئیس دانشکده ادبیات دانشگاه پتروزاودسک روسیه. معاون بنیاد بشردوستانه روسیه. معاون رئیس انجمن بین‌المللی فئودور داستایوفسکی. نگارش ۱۵ کتاب و بیش از ۹۰۰ مقاله سیاسی و ادبی را در کارنامه خود دارد، سردبیر بیش از ۴۰ نشریه اختصاص داده شده به مطالعه ادبیات روسیه است. همچنین ریاست انستیتو پژوهش‌های سیاسی و اجتماعی روسیه و ریاست پژوهشگاه مناطق دریای سیاه و خزر را بر عهده دارد. نایب دبیرکل سازمان همکاری شانگهای است.

## زندگی
در سال ۱۹۷۲ از دانشکده تاریخ و ادبیات از دانشگاه ایالتی پتروزاودسک فارغ‌التحصیل شد. بعد از فارغ‌التحصیلی، به عنوان یک معلم در همان دانشگاه شروع به کار کرد. در ۱۹۷۵ از پایان‌نامه کارشناسی ارشد خود در موضوع " زیبایی‌شناسی عکس و خلاقیت داستایوفسکی" دفاع کرد و در ۱۹۸۸ از پایان‌نامه دکترایش در "سیستم ژانرهای داستایوسکی: نوع‌شناسی و شعر. در ۱۹۹۵ رئیس یکی از موسسات ادبیات روسیه. قبل از سال ۲۰۰۱، ریاست دانشکده علم زبان دانشگاهش بود. در سال ۲۰۰۱ معاون بنیاد بشردوستانه روسیه شد.

## مطالعه بیشتر
- ولادیمیر زاخاروف در رادیو " فرهنگ "، ۲۰۰۷/۱۲/۲۱
- ویژه[پیوند مرده]